# Anthony Sharpe
Anthony J. Sharpe (* 24. September 1974 in Melbourne) ist ein australischer Sänger und Schauspieler.

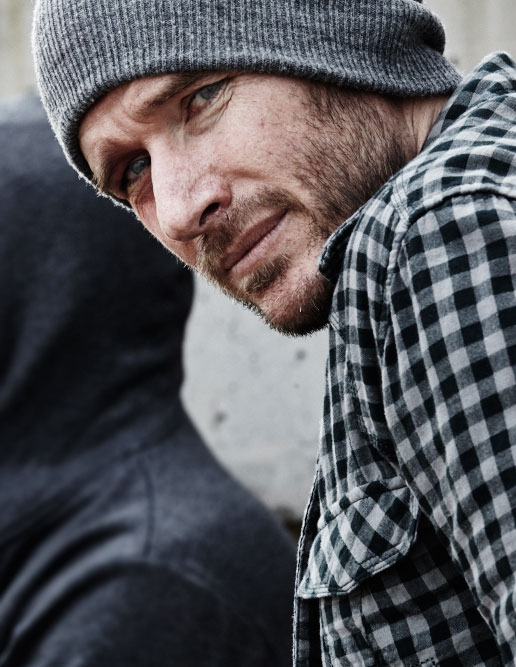
Sharpe bei den Dreharbeiten für There's a Bluebird in My Heart

## Leben
Anthony Sharpe ist das jüngste von vier Kindern seiner Eltern Joy und Joe. Er wuchs in Willowmavin, Victoria, auf.
Mit seiner Gruppe Heavy Human Traffic nahm er drei Alben auf:
- Ritafind (1998)
- Heavy Human traffic (1999)
- Second Skin (2001)

2003 löste sich die Gruppe auf.
Bevor er in Miss Fishers mysteriöse Mordfällen den Taxifahrer Cecil Yates (Cec) spielte, wurde er in mehreren Serien mit kleinen Rollen besetzt.

## Filmografie (Auswahl)
- 2005: Nachbarn (Neighbours)
- 2010: City Homicide
- 2011–13: Miss Fishers mysteriöse Mordfälle[3]
- 2015: There’s A Bluebird in My Heart
- 2016: Wentworth
- 2017: Mutt
- 2017: Carp Made The River Green
- 2017: Initiation
- 2017: 7 Storeys Down
- 2020: Black Water: Abyss